# Brownington (Vermont)
Brownington – miasto w Stanach Zjednoczonych, w stanie Vermont, w hrabstwie Orleans.